# George Brown Goode
George Brown Goode (New Albany, Indiana, 13 de febrero de 1851 - Washington, 6 de septiembre de 1896) fue un ictiólogo estadounidense.
Comenzó sus estudios en la Universidad Wesleyana en Middletown (Connecticut), antes de pasar un año en la Universidad de Harvard, donde asistió a cursos incluyendo los que dictaba Louis Agassiz (1807-1873). Lidera el Orange Judd Museo de Historia Natural desde 1871 hasta 1877.
Comenzó a trabajar en 1872 con Spencer Fullerton Baird (1823-1887). Paralelamente a su investigación con Baird, también se laboró desde 1874 con el Servicio de Pesca y Vida Silvestre de los Estados Unidos. A partir de 1887 dirigió la reorganización científica y la catalogación de las colecciones del Museo Nacional de Historia Natural. También organiza numerosas exposiciones organizadas por el Instituto Smithsoniano, entre ellas las de Filadelfia en 1876 y la de Chicago en 1893.
Pasó la mayor parte de su carrera como director del museo. Allí publicó varios trabajos con su colega Tarleton Hoffman Bean. Además, estuvo interesado en el estudio de la historia de la ciencia y en particular el desarrollo de la ciencia en los Estados Unidos. 

## Obras
- Catalog of the Fishes of the Bermudas, 1876.
- The Natural and Economical History of the American Menhaden, 1879.
- The Fisheries and Fishery Industries of the United States, 7 volums. Washington D. C., 1884-1887.
- American Fishes; a Popular Treatise upon the Game and Food Fishes of North America, with Especial Reference to Habits and Methods of Capture. Nova York, 1888.
- Oceanic Ichthyology, A Treatise on the Deep-Sea and Pelagic Fishes of the World, Based Chiefly upon the Collections Made by the Steamers Blake, Albatross, and Fish Hawk in the Northwestern Atlantic, Washington D. C., 1896.
- American Fishes, un livre d’initiation à la pêche et aux poissons d’Amérique du Nord, où il décrit notamment le comportement des espèces et les méthodes utiles pour les capturer (New York, 1888).
- Archive.org The beginnings of American science. The third century. An address delivered at the eighth anniversary meeting of the Biological society of Washington (Washington, 1888).
- Archive.org Smithsonian institution, 1846-1896; the history of its first half century (Washington, 1897).

## Abreviatura
La abreviatura Goode  se emplea para indicar a George Brown Goode como autoridad en la descripción y taxonomía en zoología.

## Eponimia
El género Goodea le fue dedicado a su nombre por David Starr Jordan (1851-1931) en 1880, nombre que sería posteriormente dado a la familia Goodeidae. 
Entre las especies que levan su nombre están las siguientes:
- Lucania goodei Jordan, 1880
- Myliobatis goodei Garman, 1885
- Paralonchurus goodei Gilbert, 1898
- Ptilichthys goodei Bean, 1881
- Sebastes goodei Eigenmann & Eigenmann, 1890
- Trachinotus goodei {Jordan & Evermann, 1896